# Elaphocera ibicensis
Elaphocera ibicensis är en skalbaggsart som beskrevs av Escalera 1926. Elaphocera ibicensis ingår i släktet Elaphocera och familjen Melolonthidae. Inga underarter finns listade i Catalogue of Life.